# Sportanlage Rheinau
Sportanlage Rheinau (Sportplatz Rheinau) – kompleks piłkarski w Balzers, w Liechtensteinie. Główny stadion kompleksu może pomieścić 2000 widzów. Swoje spotkania rozgrywają na nim piłkarze klubu FC Balzers. Obiekt był jedną z aren Mistrzostw Europy U-19 w 2003 roku. Rozegrano tutaj dwa spotkania fazy grupowej turnieju. Na stadionie trzy oficjalne spotkania międzypaństwowe (wszystkie w charakterze towarzyskim) rozegrała reprezentacja Liechtensteinu: 9 marca 1982 roku ze Szwajcarią (0:1), 12 marca 1991 roku również ze Szwajcarią (0:6) i 26 października 1993 roku z Estonią (0:2). Mecz ze Szwajcarią z 1982 roku uznawany jest za pierwsze oficjalne spotkanie reprezentacji Liechtensteinu w historii.